# خوان سيجورا
خوان سيجورا (بالإسبانية: Juan Segura)‏ هو رسام إسباني، ولد في 1956.